# Dromococcyx pavoninus
Il cuculo pavonino o cuculo corridore pavonino (Dromococcyx pavoninus Pelzeln, 1870) è un uccello della famiglia Cuculidae.

## Distribuzione e habitat
Questo uccello vive in Argentina, Brasile, Ecuador, Venezuela, Guyana, Guyana francese, Perù, Bolivia e Paraguay.

## Tassonomia
Dromococcyx pavoninus non ha sottospecie, è monotipico.